# うたかたの恋 (宝塚歌劇)
『うたかたの恋』（うたかたのこい）は、宝塚歌劇団によって上演されているミュージカル作品。
原作はフランスの作家クロード・アネ（Claude Anet）の小説『うたかたの恋』（原題：Mayerling）。脚本：柴田侑宏。

## 概要
1983年初演。19世紀末オーストリア・ハプスブルク朝を騒がせた皇太子の実際の死亡事件に材を採った、宝塚を代表する悲恋作品のひとつ。
初演が好評を博し、翌年名古屋公演も行われた他、1993年再演、同年地方公演にも出て、その後の約20年間に5度外箱限定公演を重ねた後、2023年には3度目の本公演上演を果たした、柴田作品のなかでも最も多く上演されている作品。

## あらすじ
1888年4月、マリーとルドルフは劇場で偶然に出会い、激しい恋に落ちた。ラリッシュ夫人の協力もあって、2人は逢瀬を重ねる。
しかし、周囲の圧力から2人は別れざるを得ず、さらにルドルフは陸軍大臣フリードリヒ公爵の陰謀に巻き込まれて追いつめられていた。1889年1月26日、ドイツ大使館でのパーティで、死を決意したルドルフはマリーに「来週の月曜日、旅に出よう」と告げる。
そして1月29日に雪の降るマイエルリンクの別荘で、2人は死を遂げる。

## 主な登場人物
- ルドルフ - オーストリア皇太子。
- マリー・ヴェッツェラ - 男爵令嬢。ルドルフに憧れを抱く少女。
- ジャン・サルヴァドル - ルドルフの従兄弟で親友。自由主義者。
- ミリー - ジャンの身分違いの恋人
- フリードリヒ公爵 - 陸軍大臣
- ヨゼフ皇帝 - ルドルフの父。
- エリザベート皇后 - ルドルフの母。
- ステファニー皇太子妃 - ルドルフの妃。
- ラリッシュ夫人 - ルドルフの従姉妹。
- ジェシカ - マリーの乳母。
- ヴェッツェラ男爵夫人 - マリーの母。
- マリンカ - ボヘミアの歌姫。元ロシア貴族。
- ロシェック - ルドルフの老僕。
- ブラッドフィッシュ - ルドルフの御者。

## 主な楽曲
- うたかたの恋 - 主題歌
- 小さな青い花
- 手紙
- 孤独と自然
- 身も心も
- 愛と死 など

## これまでの上演
1983年雪組公演
脚本・演出：柴田侑宏。以降の再演の脚本も柴田の担当。
作曲・編曲：寺田瀧雄、高橋城。
振付：羽山紀代美、謝珠栄
↓以下、宝塚大劇場公演のデータ
振付：野村陽児。
装置：黒田利邦。
衣装：任田幾英。
照明：今井直次。
音響：松永浩志。
小道具：上田特市。
効果：扇野信夫。
演出助手：正塚晴彦、日比野桃子。
制作 ：武井泰治。
劇中劇「ハムレット」翻訳：小田島雄志。
- 5月13日～6月21日（第一回・新人公演は5月31日。第二回・新人公演は6月10日）に宝塚大劇場、12月2日～12月28日（新人公演は12月14日）に東京宝塚劇場、1984年2月4日～2月13日まで中日劇場で上演された。併演は宝塚ではミュージカル・レビュー『グラン・エレガンス』、東京・中日ではショー・コミック『ハッピーエンド物語』
- 宝塚の形式名は「ミュージカル・ロマン」で15場。
- 新人公演の主な配役（第一回・宝塚、東京）

ルドルフ：杜けあき 
マリー：北原遥子 
- 新人公演の主な配役（第二回・宝塚）

ルドルフ：奈々央とも
マリー：草笛雅子
1993年星組公演
脚本・演出：柴田侑宏。
作曲・編曲：寺田瀧雄、高橋城、吉田優子。
音楽指揮：野村陽児（宝塚・全国）、伊沢一郎（東京）。
振付：羽山紀代美、謝珠栄。
装置：大橋泰弘。
衣装：任田幾英。
照明：今井直次。
音響：加門清邦。
小道具：伊集院撤也。
効果：川ノ上智洋。
演出補：正塚晴彦。
演出助手：中村一徳、藤井大介。
装置補：新宮有紀。
衣装補：有村淳。
舞台進行：西村徳充（宝塚・東京）。
制作：小林公一。
製作担当：長谷山太刀夫（東京）
- 6月25日～8月2日（新人公演は7月13日）に宝塚大劇場、11月3日～11月28日（新人公演は11月16日）に東京宝塚劇場、1994年4月13日～5月5日に全国ツアー公演にて上演。併演はショー・ファンタジー『パパラギ -極彩色のアリア-』
- 全国ツアーの公演日程：

4月13日・14日　メルパルクホール広島
4月16日・17日　香川県県民ホール
4月19日・20日　イズミティ21
4月22日 - 4月24日　市川市文化会館
4月26日・27日　静岡市民文化会館
4月29日　呉市文化センター
5月1日 - 5月5日　福岡市民会館
- 形式名は「ミュージカル・ロマン」、宝塚・東京は16場。
- 新人公演の主な配役（氏名の後ろに「宝塚」、「東京」の文字がなければ両公演共通）

ルドルフ：絵麻緒ゆう
マリー・ヴェッツェラ：花總まり（宝塚）、陵あきの（東京）
ジャン・サルヴァドル：神田智
ミリー・ステュベル：陵あきの（宝塚）、白鳥ゆりえ（東京）
ヨゼフ皇帝：麻央りつき
エリザベート皇后：美々杏里
ステファニー：万理沙ひとみ
フリードリヒ公爵：希佳
フェルディナンド大公：高央りお
ヴェッツェラ男爵夫人：叶千穂
マリンカ：星奈優里
オフィーリア：?（宝塚）、香宝ゆりか（東京）
- 大劇場公演に向けた稽古中に、トップスター・紫苑ゆうがアキレス腱断裂の大怪我をおい、大劇場公演を全日程休演。麻路さきが代役を務めた。紫苑は東京公演から復帰した。

1999年月組公演
脚本・演出：柴田侑宏。
作曲・編曲：寺田瀧雄、高橋城、吉田優子。
録音音楽指揮：佐々田愛一郎
振付：羽山紀代美、謝珠栄。
装置：大橋泰弘。
衣装：任田幾英。
照明：今西正行。
小道具：伊集院撤也。
効果：喜多美生。
演出助手：植田景子。
振付助手：伊賀裕子、若央りさ。
装置助手：國包洋子。
衣装補：河底美由紀。
舞台進行：表原渉。
舞台美術製作：株式会社 宝塚舞台。
録音演奏：宝塚管弦楽団。
製作：久保孝満。
製作・著作：宝塚歌劇団。
- 形式名は「ミュージカル・ロマン」、16場。
- 3月18日～4月4日、11月27日～12月18日に全国ツアーにて上演。併演は3～4月はグランド・ショー『ミリオン・ドリームズ』、11月～12月はグランド・ショー『ブラボー!タカラヅカ』
- 公演日程（3～4月）

3月18日　大分県立総合文化センター
3月20日・21日　佐賀市文化会館
3月23日・24日　九州厚生年金会館
3月26日　徳山市文化会館
3月27日・28日　広島郵便貯金会館
3月30日・31日　静岡市民文化会館
4月2日　川口総合文化センター
4月3日・4日　市川市文化会館
- 公演日程（11～12月）

11月27日・28日　イズミティ21（仙台）
11月30日　八戸市公会堂
12月1日　岩手県民会館
12月3日・4日　秋田市文化会館
12月5日　湯沢文化会館
12月7日　山形市民会館
12月9日　宇都宮市文化会館
12月11日・12日　新潟県民会館
12月14日　長野県県民文化会館
12月15日　長野県松本文化会館
12月17日　グリーンホール相模大野
12月18日・19日　市川市文化会館
- この1999年版以降、2013年版まで、4回いずれも全国ツアー限定公演。

2000年宙組公演
脚本・演出：柴田侑宏。
作曲・編曲：寺田瀧雄、高橋城、吉田優子。
振付：羽山紀代美、謝珠栄
形式名は「ミュージカル・ロマン」、16場。
- 6月10日～7月2日に全国ツアーにて上演。併演はスペシャル・レビュー『GLORIOUS!!-栄光の瞬間-』
- 公演日程

6月10日・11日　市川市文化会館
6月12日　川口総合文化センター
6月14日・15日　よこすか芸術劇場
6月17日 - 6月19日　北海道厚生年金会館
6月21日　青森市文化会館
6月23日・24日　イズミティ21
6月25日　郡山市民文化センター
6月27日　長野県県民文化会館
6月28日　長野県松本文化会館
6月30日　沼津市民文化センター
7月1日・2日　静岡市民文化会館
2006年花組公演
脚本・演出：柴田侑宏。
演出：植田景子。
作曲・編曲：寺田瀧雄、高橋城、吉田優子。
振付：羽山紀代美、謝珠栄
- 11月4日～12月1日に全国ツアーにて上演。併演はグランド・レビュー『エンター・ザ・レビュー』
- 公演日程

11月4日・5日　梅田芸術劇場メインホール
11月7日・8日　アクトシティ浜松（静岡県）
11月10日　川口総合文化センター（埼玉県）
11月11日　神奈川県民ホール
11月12日　市川市文化会館（千葉県）
11月14日　結城市民文化センター（茨城県）
11月15日　桐生市市民文化会館（群馬県）
11月17日・18日・19日　福岡市民会館
11月21日　九州厚生年金会館（福岡県北九州市）
11月23日　倉敷市民会館（岡山県）
11月25日・26日　名古屋市民会館（愛知県）
11月28日　島根県芸術文化センター「グラントワ」（島根県益田市）
11月30日・12月1日　広島郵便貯金ホール
2013年宙組公演
脚本：柴田侑宏。
演出：中村暁。
- 7月19日～8月11日に全国ツアーにて上演。併演はレビュー・ルネッサンス『Amour de 99!!－99年の愛－』
- 公演日程

7月19日・20日・21日　梅田芸術劇場・メインホール（大阪府）
7月24日　上野学園ホール(広島県立文化芸術ホール)（広島県）
7月26日　北九州ソレイユホール(旧・九州厚生年金会館)（福岡県）
7月27日・28日　福岡市民会館（福岡県）
7月30日　ひめぎんホール(愛媛県県民文化会館)
7月31日　西条市総合文化会館（愛媛県）
8月2日　ホクト文化ホール(長野県県民文化会館)
8月3日　上越文化会館（新潟県）
8月4日　新潟県民会館
8月6日　幸田町民会館さくらホール（愛知県）
8月7日　日進市民会館（愛知県）
8月9日　川口総合文化センター（埼玉県）
8月10日・11日　神奈川県民ホール（横浜）
2018年星組公演
脚本：柴田侑宏。
演出：中村暁。
- 2月2日～2月25日に中日劇場にて上演。併演はタカラヅカレビュー『Bouquet de TAKARAZUKA』。
- 1984年以来の本作2度目となる中日劇場公演。前回とは異なって中日限定公演であった。尚、この公演が中日劇場での宝塚歌劇最後の公演となった（同年3月末に同劇場は閉場し、建て替えられている。）。

2023年花組公演
脚本：柴田侑宏
潤色・演出：小柳奈穂子
- 1月1日〜1月30日まで宝塚大劇場で､2月28日〜3月19日まで東京宝塚劇場にて上演。併演はタカラヅカ・スペクタキュラー『ENCHANTEMENT(アンシャントマン)華麗なる香水(パルファン）』
- 柴田は2019年に逝去しており、小柳が潤色の形で柴田脚本を推敲し、上演された。
- 尚、この公演は初演から40年､また30年ぶりの大劇場での公演となった。

## 配役一覧
不明点は空白とする。
|                         | 1983年 雪組 | 1983年 雪組 | 1984年 雪組 |
| 配役／劇場              | 宝塚        | 東京        | 中日        |
| ----------------------- | ----------- | ----------- | ----------- |
| ルドルフ                | 麻実れい    | 麻実れい    | 麻実れい    |
| マリー                  | 遥くらら    | 遥くらら    | 遥くらら    |
| ジャン・サルヴァドル    | 平みち      | 平みち      | 平みち      |
| ミリー                  | 北原遥子    | 北原遥子    | 北原遥子    |
| フリードリヒ            | 尚すみれ    | 尚すみれ    | 尚すみれ    |
| ヨゼフ皇帝              | 箙かおる    | 箙かおる    | 箙かおる    |
| エリザベート皇后        | 三鷹恵子    | 三鷹恵子    | 三鷹恵子    |
| ステファニー            | 鳩笛真希    | 鳩笛真希    | 鳩笛真希    |
| ラリッシュ夫人          | 晃みやび    | 晃みやび    |             |
| ジェシカ                | 銀あけみ    | 銀あけみ    |             |
| ヴェッツェラ男爵夫人    | 瑠璃豊美    | 瑠璃豊美    |             |
| マリンカ                | 草笛雅子    | 草笛雅子    |             |
| ロシェック              | 小柳日鶴    | 小柳日鶴    |             |
| ブラッドフィッシュ      | 上條あきら  | 北斗ひかる  |             |
| 脚本・演出 （スタッフ） | 柴田侑宏    | 柴田侑宏    | 柴田侑宏    |

|                         | 1993年 星組  | 1993年 星組  | 1994年 星組  | 1999年 月組 | 1999年 月組 |
| 配役／劇場              | 宝塚         | 東京         | 全国         | 全国（春）  | 全国（秋）  |
| ----------------------- | ------------ | ------------ | ------------ | ----------- | ----------- |
| ルドルフ                | 麻路さき     | 紫苑ゆう     | 紫苑ゆう     | 真琴つばさ  | 真琴つばさ  |
| マリー                  | 白城あやか   | 白城あやか   | 白城あやか   | 檀れい      | 檀れい      |
| ジャン・サルヴァドル    | 稔幸         | 麻路さき     | 麻路さき     | 汐美真帆    | 汐美真帆    |
| ミリー                  | 花總まり     | 陵あきの     | 陵あきの     | 花瀬みずか  | 花瀬みずか  |
| フリードリヒ            | 夏美よう     | 夏美よう     |              | 卯城薫      | 卯城薫      |
| ヨゼフ皇帝              | 一樹千尋     | 一樹千尋     | 一樹千尋     | 立ともみ    | 立ともみ    |
| エリザベート皇后        | 高ひづる     | 高ひづる     | 高ひづる     | 夏河ゆら    | 夏河ゆら    |
| ステファニー            | 洲悠花       | 洲悠花       | 万理沙ひとみ | 美原志帆    | 西條三恵    |
| ラリッシュ夫人          | 松原碧       | 松原碧       |              | 苑宮令奈    | 穂波亜莉亜  |
| ジェシカ                | 葉山三千子   | 葉山三千子   |              | 鈴鹿照      | 鈴鹿照      |
| ヴェッツェラ男爵夫人    | 城火呂絵     | 城火呂絵     |              | 那津乃咲    | 那津乃咲    |
| マリンカ                | 出雲綾       | 出雲綾       |              | 千紘れいか  | 千紘れいか  |
| ロシェック              | 鞠村奈緒     | 鞠村奈緒     |              | 光樹すばる  | 光樹すばる  |
| ブラッドフィッシュ      | 千珠晄       | 千珠晄       |              | 大和悠河    | 大和悠河    |
| フェルディナンド大公    | 英真なおき   | 英真なおき   |              | 華路ゆうき  | 華路ゆうき  |
| ツェヴェッカ伯爵夫人    | 朋舞花       | 朋舞花       |              | 北原里麻    | 北原里麻    |
| ゼップス                | 千秋慎       | 千秋慎       |              | 嘉月絵理    | 嘉月絵理    |
| シュラット夫人          | 阿樹かつら   | 阿樹かつら   |              |             |             |
| モーリス                | 絵麻緒ゆう   | 稔幸         |              | 楠恵華      | 霧矢大夢    |
| エミール                | 湖月わたる   | 真織由季     |              | 大樹槙      | 楠恵華      |
| ミヒャエル              |              | 湖月わたる   |              |             |             |
| エリック                |              | 純あつき     |              |             |             |
| オフィーリア            | 万理沙ひとみ | 万理沙ひとみ |              | 西條三恵    | 椎名葵      |
| 脚本・演出 （スタッフ） | 柴田侑宏     | 柴田侑宏     | 柴田侑宏     | 柴田侑宏    | 柴田侑宏    |

|                         | 2000年 宙組 | 2006年 花組       | 2013年 宙組     | 2018年 星組     | 2023年 花組         | 2023年 花組         |
| 配役／劇場              | 全国        | 全国              | 全国            | 中日            | 本公演              | 新人公演            |
| ----------------------- | ----------- | ----------------- | --------------- | --------------- | ------------------- | ------------------- |
| ルドルフ                | 和央ようか  | 春野寿美礼        | 凰稀かなめ      | 紅ゆずる        | 柚香光              | 希波らいと          |
| マリー                  | 花總まり    | 桜乃彩音          | 実咲凜音        | 綺咲愛里        | 星風まどか          | 七彩はづき          |
| ジャン・サルヴァドル    | 湖月わたる  | 彩吹真央          | 朝夏まなと      | 七海ひろき      | 水美舞斗            | 天城れいん          |
| ミリー                  | 華景みさき  | 桜一花            | すみれ乃麗      | 音波みのり      | 星空美咲            | 愛蘭みこ            |
| フリードリヒ            | 越はるき    | 眉月凰            | 緒月遠麻        | 凪七瑠海        | 羽立光来            | 海叶あさひ          |
| ヨゼフ皇帝              | 大峯麻友    | 夏美よう          | 悠未ひろ        | 十碧れいや      | 峰果とわ            | 侑輝大弥            |
| エリザベート皇后        | 陵あきの    | 梨花ますみ        | 美穂圭子        | 万里柚美        | 華雅りりか          | 朝葉ことの          |
| ステファニー            | 彩苑ゆき    | 舞城のどか        | 伶美うらら      | 星蘭ひとみ      | 春妃うらら          | 都姫ここ            |
| ラリッシュ夫人          | 双葉美樹    | 初姫さあや        | 花里まな        | 七星美妃        | 朝葉ことの          | 美羽愛              |
| ジェシカ                | 鈴鹿照      | 鈴鹿照            | 鈴奈沙也        | 澪乃桜季        | 美風舞良            | 鈴美梛なつ紀        |
| ヴェッツェラ男爵夫人    | 鈴奈沙也    | 花純風香          | 結乃かなり      | 紫月音寧        | 凛乃しづか          | 三空凜花            |
| マリンカ                | 久路あかり  | 絵莉千晶          | 純矢ちとせ      | 夢妃杏瑠        | 咲乃深音            | 詩希すみれ          |
| ロシェック              | 未沙のえる  | 悠真倫            | 寿つかさ        | ひろ香佑        | 航琉ひびき          | 南音あきら          |
| ブラッドフィッシュ      | 朝比奈慶    | 華形ひかる        | 松風輝          | 如月蓮          | 聖乃あすか          | 美空真瑠            |
| フェルディナンド大公    | 月船さらら  | 貴怜良            | 愛月ひかる      | 極美慎          | 永久輝せあ          | 鏡星珠              |
| ツェヴェッカ伯爵夫人    | 優花えり    | 花野じゅりあ      | 大海亜呼        | 華鳥礼良        | 鈴美梛なつ紀        | 二葉ゆゆ            |
| ゼップス                | 夢月真生    | 愛音羽麗          | 風馬翔          | 大輝真琴        | 和海しょう          | 涼葉まれ            |
| シュラット夫人          |             | 聖花まい          | 桜音れい        | きらり杏        | 糸月雪羽            | 湖春ひめ花          |
| モーリス                | 華宮あいり  | 望月理世          | 天玲美音        | 漣レイラ        | 美空真瑠            | 希蘭るね            |
| エミール                |             | 夕霧らい          | 瑠風輝          | 桃堂純          |                     |                     |
| ミヒャエル              |             |                   |                 |                 |                     |                     |
| エリック                |             |                   |                 |                 |                     |                     |
| オフィーリア            | 芽映はるか  | 華耀きらり        | 真みや涼子      | 水乃ゆり        | 七彩はづき          | 稀奈ゆい            |
| シュターレイ夫人        |             | 絵莉千晶          |                 | きらり杏        |                     |                     |
| エヴァ                  |             | 舞名里音          | 涼華まや        | 紅咲梨乃        | 愛蘭みこ            | 湖華詩              |
| シャルロッテ            |             | 舞名里音          |                 | 桜里まお        |                     |                     |
| ビルギット              |             | 舞名里音          |                 |                 |                     |                     |
| ホヨス伯爵              |             | 日向燦            | 星月梨旺        | 煌えりせ        | 帆純まひろ          | 太凰旬              |
| フィリップ皇子          |             | 白鳥かすが        | 朝央れん        | 碧海さりお      | 一之瀬航季          | 珀斗星来            |
| ヘルマン                |             | 紫陽レネ          | 秋奈るい        | 草薙稀月        |                     |                     |
| ロイス                  |             | 星紀はんな        | 実羚淳          | 隼玲央          | 舞月なぎさ          | 月翔きら            |
| グスタフ                |             | 祐澄しゅん        | 和希そら        | 咲城けい        |                     |                     |
| クライス                |             | 祐澄しゅん        | 和希そら        | 紫藤りゅう      | 翼杏寿              | 伶愛輝みら          |
| ヘンリエッテ            |             | 華耀きらり        | 里咲しぐれ      | 侑蘭粋          |                     |                     |
| エマ                    |             | 華耀きらり        |                 |                 |                     |                     |
| ハラック夫人            |             | 聖花まい          |                 |                 |                     |                     |
| グレタ                  |             | 聖花まい          | 小春乃さよ      | 水乃ゆり        |                     |                     |
| ハラック侯爵            |             | 月央和沙          |                 | 奏碧タケル      |                     |                     |
| ハンス                  |             | 月央和沙          | 水香依千        | 拓斗れい        | 海叶あさひ          | 慧那まや            |
| ハンナ                  |             | 澪乃せいら        | 綾瀬あきな      | 華雪りら        | 三空凜花            | 琴美くらら          |
| ツェルニン              |             | 浦輝ひろと        |                 | 希沙薫          |                     |                     |
| クリューガー            |             | 浦輝ひろと        | 朝日奈蒼        | 彩葉玲央        | 夏希真斗            | 光稀れん            |
| アデーレ                |             | 湖々マリア        | 華雪りら        |                 |                     |                     |
| アンナ                  |             | 湖々マリア        |                 |                 |                     |                     |
| ベッセル                |             | 煌雅あさひ        | 潤奈すばる      | 湊璃飛          |                     |                     |
| ヨハンナ                |             | 瞳ゆゆ            | 瀬戸花まり      | 瑠璃花夏        |                     |                     |
| ジャネッテ              |             | 瞳ゆゆ            |                 | 蓮月りらん      |                     |                     |
| カローラ                |             | 瞳ゆゆ            |                 |                 |                     |                     |
| クラウス警視総監        |             |                   |                 |                 | 紅羽真希            | 青騎司              |
| ターフェ首相            |             |                   |                 |                 | 高峰潤              | 颯美汐紗            |
| 支配人                  |             |                   |                 |                 | 春矢祐璃            | 輝涼じゅん          |
| 警官                    |             |                   |                 |                 | 和礼彩              | 瀬七波いろ          |
| 警官                    |             |                   |                 |                 | 龍季澪              | 華波侑希            |
| ジョルジュ              |             |                   |                 |                 | 希波らいと          | 宇咲瞬              |
| ミッツィ                |             |                   |                 |                 | 詩希すみれ          | 星空美咲            |
| ハムレット              |             |                   |                 |                 | 天城れいん          | 遼美来              |
| マリー・ヴァレリー      |             |                   |                 |                 | 都姫ここ            | 美里玲菜            |
| ソフィー・ホテック      |             |                   |                 |                 | 美羽愛              | 初音夢              |
| 劇場係                  |             |                   |                 |                 | 鏡星珠              | 滝みらい            |
| ガイド                  |             |                   |                 |                 |                     | 纏涼                |
| 脚本・演出 （スタッフ） | 柴田侑宏    | 柴田侑宏 植田景子 | 柴田侑宏 中村暁 | 柴田侑宏 中村暁 | 柴田侑宏 小柳奈穂子 | 柴田侑宏 小柳奈穂子 |